# SPARCstation 5

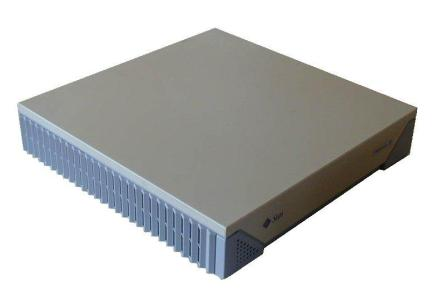
SPARCstation 5

SPARCstation 5 또는 SS5(코드명 Aurora)는 썬 마이크로시스템즈가 1994년 3월에 출시한 워크스테이션이다. sun4m 아키텍처를 기반으로 하며 피자 박스 섀시에 들어 있다. 썬은 또한 프레임버퍼가 없는 SPARCserver 5를 제공했다. SS5의 단순화되고 저렴한 버전은 1995년 2월 SPARCstation 4로 출시되었다. 썬은 또한 프레임 버퍼나 키보드가 없고 웹 서버로 사용되는 모든 필수 소프트웨어가 사전 구성된 "Netra" 브랜드로 동일한 시스템을 판매했다. SPARCstation 5는 약 400,000대가 판매되었다.